# 구리시 (선거구)
구리시는 대한민국의 국회의원 선거구이다. 경기도 구리시의 전 지역을 관할한다. 현직 국회의원은 더불어민주당의 윤호중이다.

## 역사
1986년 1월, 남양주군 구리읍이 구리시로 승격되었다. 이에 제13대 국회의원 선거를 앞두고 남양주군·양평군 선거구에서 분리되면서 신설되었다.

## 관할 구역
| 대수  | 관할 구역   |
| ----- | ----------- |
| 13대~ | 구리시 일원 |

## 역대 국회의원
| 선거   | 정당 | 정당         | 의원   |
| ------ | ---- | ------------ | ------ |
| 1988년 |      | 민주정의당   | 전용원 |
| 1992년 |      | 통일국민당   | 정주일 |
| 1996년 |      | 신한국당     | 전용원 |
| 2000년 |      | 한나라당     | 전용원 |
| 2004년 |      | 열린우리당   | 윤호중 |
| 2008년 |      | 한나라당     | 주광덕 |
| 2012년 |      | 민주통합당   | 윤호중 |
| 2016년 |      | 더불어민주당 | 윤호중 |
| 2020년 |      | 더불어민주당 | 윤호중 |
| 2024년 |      | 더불어민주당 | 윤호중 |

## 역대 선거 결과

### 대한민국 제13대 국회의원 선거
|  | 34.18% |

|  | 19.54% |

|  | 17.22% |

|  | 14.55% |

|  | 8.79% |

|  | 5.70% |

### 대한민국 제14대 국회의원 선거
|  | 45.34% |

|  | 31.94% |

|  | 22.71% |

### 대한민국 제15대 국회의원 선거
|  | 37.67% |

|  | 27.22% |

|  | 15.44% |

|  | 14.27% |

|  | 4.24% |

|  | 1.13% |

### 대한민국 제16대 국회의원 선거
|  | 39.99% |

|  | 31.82% |

|  | 21.12% |

|  | 3.85% |

|  | 3.18% |

### 대한민국 제17대 국회의원 선거
|  | 43.91% |

|  | 38.31% |

|  | 11.28% |

|  | 6.48% |

### 대한민국 제18대 국회의원 선거
|  | 48.70% |

|  | 43.03% |

|  | 3.20% |

|  | 2.69% |

|  | 2.35% |

### 대한민국 제19대 국회의원 선거
|  | 48.67% |

|  | 46.80% |

|  | 2.60% |

|  | 1.91% |

### 대한민국 제20대 국회의원 선거
|  | 46.58% |

|  | 37.08% |

|  | 16.33% |

### 대한민국 제21대 국회의원 선거
|  | 58.64% |

|  | 39.41% |

|  | 1.05% |

|  | 0.88% |

### 대한민국 제22대 국회의원 선거
|  | 53.97% |

|  | 43.32% |

|  | 2.69% |